# Набэсима Сигэнори
Набэсима Сигэнори (яп. 鍋島 茂紀, 28 сентября 1642 — 17 июля 1716) — самурай княжества Сага периода Эдо, 4-й глава рода Такэо-Набэсима и 23-й владетель Такэо.

## Биография
Родился 28 сентября 1642 года в семье Набэсимы Сигэкадзу, 22-го владетеля Такэо. Его мать была служанкой законной жены Сигэкадзу, дочери Исахаи Наонори. Из уважения к своей жене Сигэкадзу распорядился, чтобы ребёнок тайно воспитывался в Исахае. Однако, поскольку у законной жены не было детей, в 1652 году его отозвали обратно в Такэо.
В 1662 году Сигэнори унаследовал главенство семьи. В это время в политике княжества Сага наблюдались изменения: четыре ветви Рюдзодзи (Исахая, Такэо, Таку и Суко) ранее поочерёдно занимали пост укэяку (административную должность, ответственную за управление финансами), но тогда началось назначение на эту роль представителей рода Набэсима, что было направлено на ослабление влияния рода Рюдзодзи.
Однако в 1672 году на должность укэяку вместе с Сигэнори был назначен Таку Сигэнори, что ознаменовало возвращение к системе управления, при которой два представителя рода Рюдзодзи совместно занимали эту должность. Согласно записям того времени, Сигэнори также исполнял обязанности сюмон-аратамэяку (инспектора по религиозным делам). В 1684 году на должность укэяку вместе с Сигэнори были назначены Таку Сигэнори и Исахая Сигэмото, сформировав систему, при которой три представителя рода Рюдзодзи занимали эту должность. Позднее, в 1687 году, система управления была снова изменена на единоличное исполнение обязанностей укэяку, и на эту роль был поставлен Сигэнори.
В июле 1693 года Сигэнори, вместе с Таку Сигэфуми, представлял даймё в споре о границах с княжеством Фукуока из провинции Тикудзэн, присутствуя при инспекции, проведённой представителями сёгуната.
Набэсима Сигэнори умер 17 июля 1716 года, и ему наследовал его сын Сигэмаса.